# Protathlima A’ Kategorias (2003/2004)
Protathlima A’ Kategorias 2003/2004 – była 65. edycją najwyższej klasy rozgrywkowej piłki nożnej na Cyprze.
Brało w niej udział 14 drużyn, które w okresie od 23 sierpnia 2003 do 2 maja 2004 rozegrały 26 kolejki meczów.
Obrońcą tytułu była drużyna Omonia Nikozja.
Mistrzostwo po raz osiemnasty w historii zdobyła drużyna APOEL.

## Drużyny
| Uczestnicy poprzedniej edycji | Uczestnicy poprzedniej edycji | Uczestnicy poprzedniej edycji | Uczestnicy poprzedniej edycji |
| --- | ----------------------------- | ----------------------------- | ----------------------------- |
| OMN | Omonia Nikozja                | Nikozja                       | 1                             |
| AFA | Anorthosis Famagusta          | Larnaka                       | 2                             |
| APN | APOEL Nikozja                 | Nikozja                       | 3                             |
| OLN | Olympiakos Nikozja            | Nikozja                       | 4                             |
| AEL | AEL Limassol                  | Limassol                      | 5                             |
| ETA | Ethnikos Achna                | Achna                         | 6                             |
| AEP | AEP Pafos                     | Pafos                         | 7                             |
| AEK | AEK Larnaka                   | Larnaka                       | 8                             |
| DGN | Digenis Morfu                 | Nikozja                       | 9                             |
| ENP | Enosis Neon Paralimni         | Paralimni                     | 10                            |
| APL | Apollon Limassol              | Limassol                      | 11                            |
| Awans z Protathlima B’ Kategorias |                               |                               |                               |
| AND | Anagennisi Dherynia           | Derinia                       | 1                             |
| DOX | Doxa Katokopia                | Peristerona                   | 2                             |
| ONS | Onisilos Sotira               | Sotira                        | 3                             |
| Oznaczenia: - kolumna pierwsza – skróty nazw drużyn, - kolumna trzecia – siedziba klubu, - kolumna czwarta – miejsce zajęte w poprzednim sezonie. |                               |                               |                               |

## Format rozgrywek
Drużyny grały ze sobą dwukrotnie, raz u siebie i raz na wyjeździe o tytuł oraz miejsca startowe w międzynarodowych rozgrywkach. Trzy ostatnie zespoły zostały zdegradowane. 
Dodatkowo jedna z ligowych drużyn zapewniła sobie prawo do udziału w Pucharze Intertoto UEFA. Wszystkie drużyny, które chciały wziąć udział w imprezie, zgłaszały swoje zainteresowanie przed zakończeniem mistrzostw. Którakolwiek z tych drużyn zajęła wyższe miejsce w tabeli, brała udział w Intertoto (o ile nie zapewniła sobie udziału w innych rozgrywkach UEFA).

## Tabela
| Lp. | Drużyna                | M  | Z  | R | P  | B+ | B-  | +/– | Pkt | Kwalifikacja lub spadek                      |
| --- | ---------------------- | -- | -- | - | -- | -- | --- | --- | --- | -------------------------------------------- |
| 1   | APOEL (M)              | 26 | 20 | 5 | 1  | 56 | 20  | +36 | 65  | Liga Mistrzów UEFA • II runda kwalifikacyjna |
| 2   | Omonia Nikozja         | 26 | 20 | 2 | 4  | 68 | 29  | +39 | 62  | Puchar UEFA • I runda kwalifikacyjna         |
| 3   | Apollon Limassol       | 26 | 16 | 1 | 9  | 50 | 23  | +27 | 49  |                                              |
| 4   | AEL Limassol           | 26 | 14 | 7 | 5  | 52 | 26  | +26 | 49  |                                              |
| 5   | Anorthosis Famagusta   | 26 | 15 | 3 | 8  | 57 | 35  | +22 | 48  |                                              |
| 6   | Ethnikos Achna         | 26 | 11 | 5 | 10 | 51 | 37  | +14 | 38  | Puchar Intertoto UEFA (2004)                 |
| 7   | AEP Pafos              | 26 | 12 | 2 | 12 | 41 | 36  | +5  | 38  |                                              |
| 8   | Enosis Neon Paralimni  | 26 | 10 | 6 | 10 | 40 | 36  | +4  | 36  |                                              |
| 9   | AEK Larnaka (P)        | 26 | 9  | 5 | 12 | 50 | 52  | −2  | 32  | Puchar UEFA • II runda kwalifikacyjna        |
| 10  | Olympiakos Nikozja     | 26 | 8  | 7 | 11 | 45 | 44  | +1  | 31  |                                              |
| 11  | Digenis Morfu          | 26 | 7  | 7 | 12 | 27 | 38  | −11 | 28  |                                              |
| 12  | Anagennisi Derinia (S) | 26 | 4  | 5 | 17 | 15 | 44  | −29 | 17  | Spadek do Protathlima B’ Kategorias          |
| 13  | Onisilos Sotira (S)    | 26 | 4  | 3 | 19 | 22 | 61  | −39 | 15  | Spadek do Protathlima B’ Kategorias          |
| 14  | Doksa Katokopia (S)    | 26 | 1  | 4 | 21 | 18 | 111 | −93 | 7   | Spadek do Protathlima B’ Kategorias          |

## Wyniki
| Gospodarz \ Gość      | AEK | AEL | AEP | ANG | ANR  | APN | APL | DGN | DXK  | ETH | ENP | OLM | OMN | ONS |
| --------------------- | --- | --- | --- | --- | ---- | --- | --- | --- | ---- | --- | --- | --- | --- | --- |
| AEK Larnaka           |     | 2–2 | 4–1 | 2–0 | 4–3  | 2–2 | 0–1 | 0–1 | 7–0  | 2–3 | 2–3 | 0–0 | 2–3 | 3–1 |
| AEL Limassol          | 4–2 |     | 1–0 | 0–0 | 3–0  | 1–1 | 2–0 | 5–1 | 8–0  | 1–1 | 1–2 | 2–1 | 2–1 | 4–0 |
| AEP Pafos             | 3–2 | 0–1 |     | 2–2 | 2–1  | 0–2 | 3–1 | 1–0 | 5–0  | 2–0 | 2–0 | 3–1 | 2–2 | 5–0 |
| Anagennisi Derinia    | 0–1 | 0–2 | 1–0 |     | 0–2  | 0–1 | 0–4 | 1–1 | 2–0  | 0–3 | 0–1 | 0–0 | 1–2 | 0–2 |
| Anorthosis Famagusta  | 4–1 | 1–1 | 2–0 | 1–0 |      | 1–1 | 0–3 | 2–3 | 4–0  | 2–1 | 3–1 | 3–1 | 2–3 | 1–0 |
| APOEL                 | 5–1 | 3–1 | 3–1 | 4–0 | 2–0  |     | 1–0 | 1–0 | 3–3  | 2–1 | 2–1 | 2–1 | 1–2 | 3–0 |
| Apollon Limassol      | 4–2 | 2–0 | 2–0 | 0–1 | 1–2  | 0–1 |     | 2–0 | 5–1  | 1–0 | 3–0 | 4–1 | 0–1 | 3–1 |
| Digenis Morfu         | 1–2 | 1–3 | 1–0 | 4–0 | 0–3  | 0–2 | 0–1 |     | 0–0  | 1–1 | 1–1 | 1–4 | 3–0 | 4–1 |
| Doksa Katokopia       | 2–2 | 0–2 | 1–2 | 0–4 | 1–10 | 2–3 | 0–5 | 2–1 |      | 1–3 | 0–4 | 1–1 | 0–2 | 1–4 |
| Ethnikos Achna        | 2–2 | 2–0 | 3–1 | 3–0 | 0–2  | 1–3 | 1–0 | 1–2 | 9–0  |     | 0–2 | 5–4 | 0–3 | 6–0 |
| Enosis Neon Paralimni | 1–3 | 0–1 | 0–1 | 0–0 | 2–3  | 1–1 | 2–1 | 1–1 | 6–1  | 1–1 |     | 2–1 | 2–3 | 3–1 |
| Olympiakos Nikozja    | 3–1 | 2–2 | 2–1 | 4–2 | 1–1  | 1–3 | 3–3 | 0–0 | 5–0  | 0–1 | 3–1 |     | 2–4 | 1–0 |
| Omonia Nikozja        | 3–0 | 2–1 | 3–1 | 4–1 | 2–1  | 0–1 | 1–3 | 4–0 | 11–0 | 3–1 | 1–1 | 2–1 |     | 3–1 |
| Onisilos Sotira       | 0–1 | 2–2 | 1–3 | 1–0 | 2–3  | 0–3 | 0–1 | 0–0 | 3–2  | 2–2 | 0–2 | 0–2 | 0–3 |     |

1. ↑  Mecz 15. kolejki między Anagennisi Derinia, a Onisilos Sotira został zweryfikowany jako walkower 2-0 dla Onisilos, ponieważ Anagennisi wystawiło nieuprawnionego zawodnika. Wynik na boisku 2-2.

## Najlepsi strzelcy
| Bramki | Strzelcy                | Drużyna               |
| ------ | ----------------------- | --------------------- |
| 21     | Łukasz Sosin            | Apollon Limassol      |
| 21     | Jozef Kožlej            | Omonia Nikozja        |
| 15     | Saša Jovanović          | AEP Pafos             |
| 14     | Zenzo Moyo              | AEP Pafos             |
| 14     | Levan Kebadze           | Enosis Neon Paralimni |
| 11     | Eleftherios Eleftheriou | AEK Larnaka           |
| 11     | Marios Agatokleus       | Anorthosis Famagusta  |
| 11     | Ljubiša Kekić           | Ethnikos Achna        |
| 11     | Efstatios Aloneftis     | Omonia Nikozja        |
| 10     | Temur Kecbaia           | Anorthosis Famagusta  |
| 10     | Jeorjos Wakuftsis       | APOEL                 |
| 10     | Sawas Pursaitidis       | Ethnikos Achna        |
| 10     | Marios Themistokleous   | Olympiakos Nikozja    |

Źródło: 

## Stadiony
| Stadion Neo GSZ |
| AEK Larnaka     |
|                 |

| Stadion Anagennisi |
| Anagennisi Derinia |
|                    |

| Stadion im. Andonisa Papadopulosa |
| Anorthosis Famagusta              |
|                                   |

| Stadion Dasaki |
| Ethnikos Achna |
|                |

| Stadion GSP                             |
| APOEL Olympiakos Nikozja Omonia Nikozja |
|                                         |

| Stadion Makario               |
| Digenis Morfu Doksa Katokopia |
|                               |

| Stadion Pafiako |
| AEP Pafos       |
|                 |

| Stadion Tasos Marku                   |
| Enosis Neon Paralimni Onisilos Sotira |
|                                       |

| Stadion Tsirio                |
| AEL Limassol Apollon Limassol |
|                               |

Źródło: 